# Brad Hawkins
Brad Hawkins (Summerville, Carolina del Sur, 13 de enero de 1976) es un actor, cantante y artista marcial estadounidense, conocido por interpretar a Ryan Steele en la serie de fantasía de ciencia y aventura de acción de Saban, VR Troopers (1994-1996, y con 92 apariciones en episodios totales) y por su papel en la película Boyhood de 2014. También proporcionó la voz (no acreditada) de Trey of Triforia, el Gold Ranger en Power Rangers Zeo. En 1999, interpretó a Tyler Hart en la miniserie de CBS Shake, Rattle and Roll: An American Love Story, filmada en Charlotte y Mooresville, Carolina del Norte. Antes de convertirse en actor, asistió y se graduó de Plano Senior High School en Plano, Texas. Fue cantante de música country durante 3 años en la "capital de la música country", Nashville, Tennessee. Su canción country "We Lose" se convirtió en un éxito de video No. 1 en los canales de televisión Country Music Television y Great American Country. Protagonizó la película de terror Shredder en 2003. Su papel actoral más reciente fue como actor de captura de movimiento para Doom 2016 de id Software. También trabaja como actor de voz, a menudo con Funimation, incluidos papeles en D.Gray-man, Dragonaut: The Resonance y Goblin Slayer.

## Filmografía

### Live action
- Step by Step – Chuck
- VR Troopers – Ryan Steele
- Shake, Rattle and Roll: An American Love Story – Tyler Hart
- Prison Break – Tipo duro No. 2, Policía No. 2
- Monk – Kurt Wolff (Temporada 3 Episodio 'Mr. Monk and the Panic Room')
- Charmed – Vassen
- CSI: Crime Scene Investigation – Tipo duro n. ° 2, policía n. ° 2; Justin Mack (Temporada 4 Episodio 'Turn of the Screws')
- Hope Ranch – Ajax
- The Good Guys – TV Stark
- Chase – SOG Marshall Barnes
- Wire in the Blood – Darius Grady
- Continuum (series web) – Tipton
- Boyhood – Jim

### Narración
- Power Rangers Zeo – Trey of Triforia/Gold Ranger

### Videojuegos
- Comic Jumper: The Adventures of Captain Smiley – Brad (voz)

## Discografía

### Sencillos
| Año                                           | Single        | Posiciones máximas |
| Año                                           | Single        | US Country         |
| --------------------------------------------- | ------------- | ------------------ |
| 1998                                          | "We Lose"     | 68                 |
| 1998                                          | "I'm the One" | —                  |
| "—" denota lanzamientos que no se registraron |               |                    |

### Videos musicales
| Año  | Video         | Director    |
| ---- | ------------- | ----------- |
| 1998 | "We Lose"     | Chris Kraft |
| 1998 | "I'm the One" |             |